# Fuente de Dubái

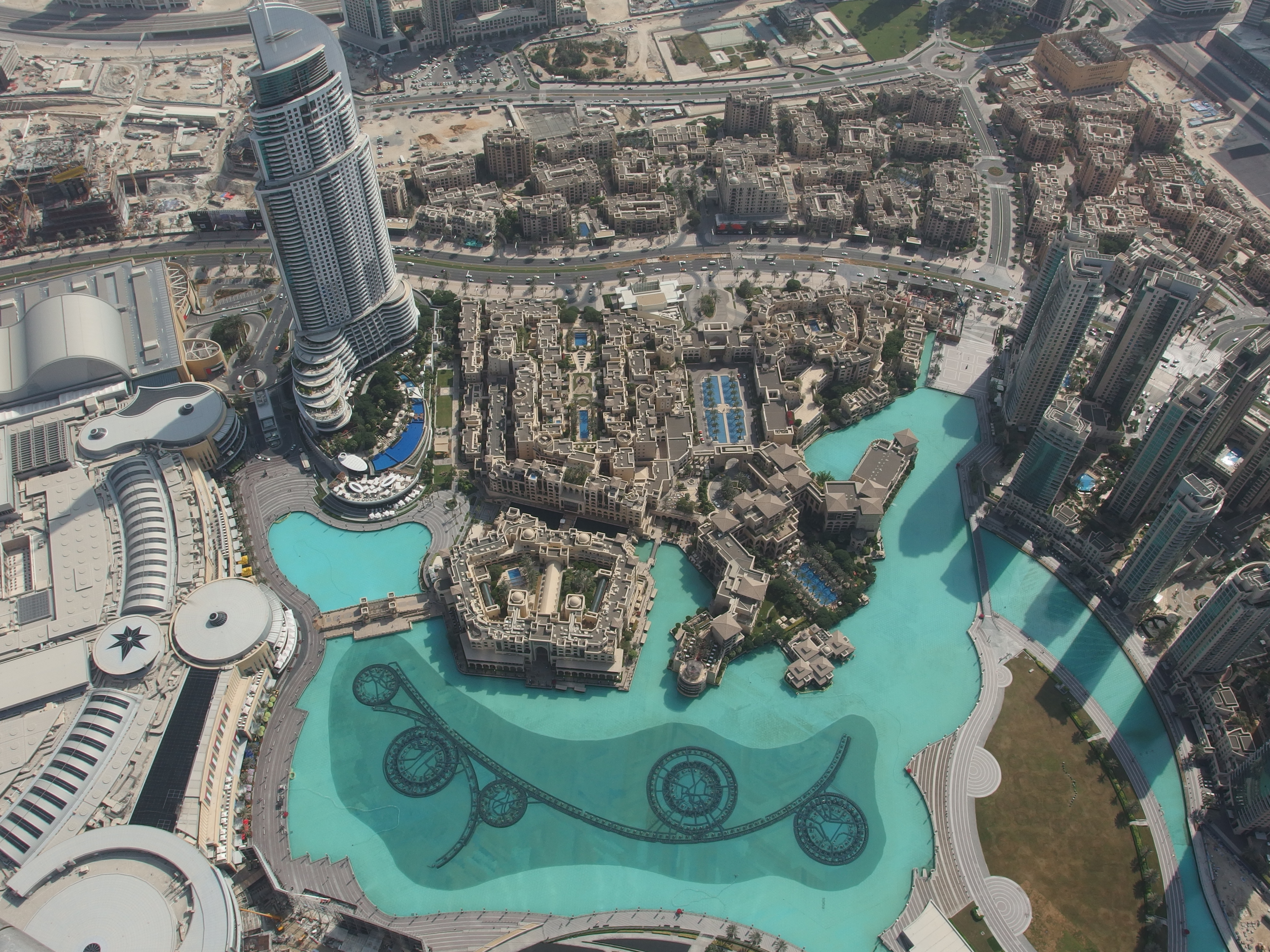
Fuente de Dubái vista desde el Burj Khalifa.

La Fuente de Dubái (en árabe: نافورة دبي) es un sistema de fuentes con una coreografía continua y es oficialmente la fuente danzante más grande del planeta Tierra. Está situada en el lago artificial del Burj Khalifa, en el centro del Downtown Burj Khalifa en Dubái, Emiratos Árabes Unidos. Fue diseñado por WET Design, la compañía con sede en California responsable de las fuentes del lago del Hotel Bellagio de Las Vegas. Iluminados por 6.600 luces de colores y 25 proyectores, que es de 275 m (902 pies) de largo y brotes de agua de 150 m (490 pies) en el aire (equivalente a un edificio de 50 pisos), acompañados por una serie que va de lo clásico a lo contemporáneo con un estilo único árabe y música del mundo. Fue construido a un costo de AED 800 millones (USD 218 millones).
El nombre de la fuente fue elegido tras un concurso organizado por el desarrollador de Emaar Properties, cuyo resultado fue anunciado el 26 de octubre de 2008. La prueba de la fuente comenzó en febrero de 2009, y se inauguró oficialmente el 8 de mayo de 2009, junto con la ceremonia de inauguración oficial del centro comercial de Dubái. El 2 de enero de 2010, la altura de fuentes de Dubái se incrementó a 275 metros (902,2 pies).